# Étienne Bours
Étienne Bours est un journaliste belge, conseiller artistique, écrivain, conférencier, producteur, formateur.
Son Dictionnaire thématique des musiques du monde est une référence essentielle dans ce domaine, outil de formation et de documentation. 

## Biographie
Étienne Bours est responsable du domaine des musiques du monde pour le réseau des médiathèques belges et il est membre de la commission Musique du Monde de l'Académie Charles-Cros depuis 2003.
Il a également animé une émission radio hebdomadaire Terre de Son sur la chaîne Musiq’3 de la RTBF jusqu'en 2011.

## Publications
- La musique irlandaise, Fayard, 2015  (ISBN 978-2-21367-511-4)[3]
- Pete Seeger – Un siècle en chansons, Éditions Le Bord de l'eau, 2010  (ISBN 978-2-35687-072-8)[4]
- Le patrimoine culturel immatériel -droits des peuples et droits d'auteurs, Colophon asbl, 2008  (ISBN 978-2-9302541-7-3)[5]
- Le sens du son, musiques traditionnelles et expression populaire, Fayard, 2007  (ISBN 978-2-213-63194-3)
- Dictionnaire thématique des musiques du monde, Fayard, 2002  (ISBN 978-2-213-61415-1)
- Musiques des peuples de l'Arctique - Analyse discographique, La Médiathèque, 1991  (ISBN 2-87147-078-2)